# Гебеков, Артём Гасанович
Артём Гасанович Гебеков (6 октября 1989, Камысты, Камыстинский район, Костанайская область, Казахская ССР, СССР) — российский борец вольного стиля.

## Спортивная карьера
Родился в Казахстане, однако ещё в детстве с семьёй перебрался в Казбековский район Дагестана, где в селе Дылым с 10 лет занимался борьбой. После стал заниматься в хасавюртовском училище олимпийского резерва у Али Исхакова. На чемпионате Европы 2013 в Тбилиси выступил неудачно, занял пятое место. На Кубке мира 2015 года в составе сборной России занял 5 место. На чемпионате России 2017 года, проходившем в Назрани занял второе место, уступив в финале Зауру Угуеву. В 2018 году стал бронзовым призёром чемпионата России.

## Спортивные результаты на крупных турнирах
- Чемпионат России по вольной борьбе 2012 — 5;
- Чемпионат Европы по борьбе 2013 — 5;
- Чемпионат России по вольной борьбе 2013 — 30;
- Чемпионат России по вольной борьбе 2014 — 12;
- Кубок мира по борьбе 2015 — 5;
- Чемпионат России по вольной борьбе 2015 — 7;
- Чемпионат России по вольной борьбе 2017 — ;
- Чемпионат России по вольной борьбе 2018 — ;
- Чемпионат России по вольной борьбе 2019 — 11;
- Чемпионат России по вольной борьбе 2020 — 11;

## Личная жизнь
27 октября 2012 года Артём женился, супругу зовут Мария, свадьба прошла в селе Ленинаул.